# Newcastle (Nebraska)
Newcastle è un comune degli Stati Uniti d'America, situato nello Stato del Nebraska, nella Contea di Dixon.